# Landtagswahl in Mecklenburg-Vorpommern 2021
- Linke: 9
- SPD: 34
- Grüne: 5
- CDU: 12
- FDP: 5
- AfD: 14

- Regierung: 43
- Opposition: 36

Die Wahl zum 8. Landtag des Landes Mecklenburg-Vorpommern fand am 26. September 2021 statt. Am selben Tag wurde auch die Bundestagswahl durchgeführt.
Die SPD erreichte mit fast 40 Prozent der Stimmen ihr bestes Ergebnis seit 2002 und gewann darüber hinaus 34 der 36 Direktmandate. Die bisher mitregierende CDU verlor über ein Viertel ihrer Stimmen, auch AfD und Die Linke mussten Verluste hinnehmen. Die zuletzt nicht im Landtag vertretenen Bündnis 90/Die Grünen und FDP konnten beide die Fünf-Prozent-Hürde überschreiten und bilden mit je fünf Abgeordneten die zwei kleinsten Fraktionen im achten Landtag.
Die Wahlbeteiligung betrug 70,8 %.

## Organisation

### Wahlrecht

Die 36 Landtagswahlkreise

Die rechtlichen Grundlagen für die Vorbereitung und Durchführung der Wahl zum Landtag in Mecklenburg-Vorpommern sind insbesondere durch die Verfassung des Landes Mecklenburg-Vorpommern und das Landes- und Kommunalwahlgesetz (LKWG) geregelt.
Wahlberechtigt sind volljährige Deutsche, die ihren Hauptwohnsitz in Mecklenburg-Vorpommern haben, und zwar für das aktive Wahlrecht seit mindestens 37 Tagen und für das passive Wahlrecht seit mindestens drei Monaten.

### Wahlmodus
Der Landtag Mecklenburg-Vorpommerns wird per personalisierter Verhältniswahl, ähnlich wie die Bundestagswahl, gewählt. Der Landtag besteht aus grundsätzlich 71 Sitzen, die nach dem Hare/Niemeyer-Verfahren im Verhältnis der Zweitstimmen auf die Parteien verteilt werden. 36 Mandate gehen an mit relativer Mehrheit der Erststimmen gewählte Direktkandidaten. Die Direktmandate werden – soweit möglich – auf den Sitzanspruch der Parteien angerechnet, weitere Mandate werden über geschlossene Landeslisten vergeben.
Gewinnt eine Partei in den Wahlkreisen mehr Mandate, als ihr nach dem Zweitstimmenverhältnis zustehen, verbleiben diese der Partei (Überhangmandate), die übrigen Parteien erhalten Ausgleichsmandate. Die Zahl der Ausgleichsmandate beträgt aber höchstens das Doppelte der Zahl der Überhangmandate.
Es gilt eine Fünf-Prozent-Hürde, eine Grundmandatsklausel gibt es nicht. Die Dauer der Wahlperiode beträgt fünf Jahre.

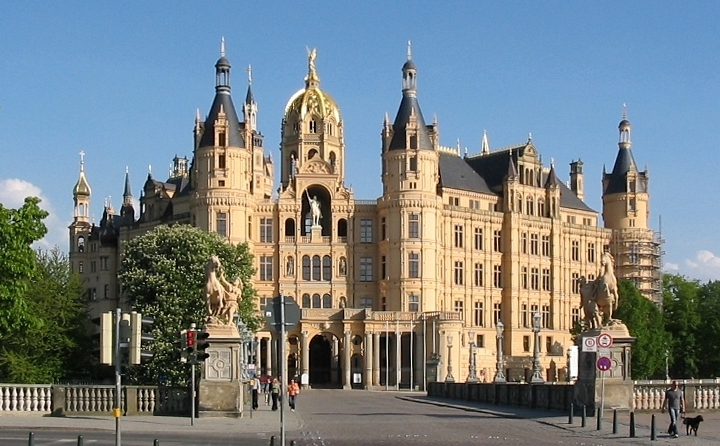
Schweriner Schloss, Sitz des Landtags von Mecklenburg-Vorpommern

### Wahlvorschläge, Zulassung zur Wahl
Wahlvorschläge sind erst nach der Bekanntmachung der Landeswahlleiterin einzureichen. Diese Bekanntmachung wurde am 29. März 2021 im Amtsblatt für Mecklenburg-Vorpommern veröffentlicht. Kreiswahlvorschläge sind bei der zuständigen Kreis- oder Stadtwahlleitung und Landeslisten bei der Landeswahlleitung spätestens am 13. Juli 2021 (75. Tag vor der Wahl) bis 16:00 Uhr schriftlich einzureichen.
Landeslisten und Kreiswahlvorschläge können von Parteien, Kreiswahlvorschläge auch von Einzelbewerbern eingereicht werden. Eine Partei kann in jedem Wahlkreis nur einen Kreiswahlvorschlag und im Land nur eine Landesliste einreichen. Der Wahlkreisbewerber einer Partei kann gleichzeitig als Landeslistenbewerber derselben Partei aufgestellt sein.
Parteien, die am Tag der Aufforderung zur Einreichung von Wahlvorschlägen nicht im Landtag oder im Deutschen Bundestag seit dessen letzter Wahl aufgrund eigener Wahlvorschläge ununterbrochen mit mindestens einer oder einem für sie in Mecklenburg-Vorpommern gewählten Abgeordneten vertreten sind, können Wahlvorschläge nur einreichen, wenn sie der Landeswahlleiterin ihre Beteiligung an der Wahl schriftlich bis zum 10. Juni 2021 (108. Tag vor der Wahl) bis 18:00 Uhr angezeigt haben und vom Landeswahlausschuss ihre Parteieigenschaft spätestens am 24. Juni 2021 (94. Tag vor der Wahl) für die Teilnahme an der Landtagswahl festgestellt worden ist.
Parteien, die im Landtag oder im Deutschen Bundestag seit dessen letzter Wahl aufgrund eigener Wahlvorschläge ununterbrochen mit mindestens einem für sie in Mecklenburg-Vorpommern gewählten Mitglied vertreten sind, brauchen keine Unterstützungsunterschriften beizubringen. Alle anderen Parteien müssen mit dem Einreichen ihres Wahlvorschlages auch gültige Unterstützungsunterschriften in der gesetzlich vorgeschriebenen Anzahl vorlegen.
Über die Zulassung der eingereichten Wahlvorschläge war vom zuständigen Wahlausschuss spätestens am 5. August 2021 (52. Tag vor der Wahl) zu entscheiden. Dessen Sitzung fand am 3. August 2021 statt; dabei wurden die am 14. Juli bekanntgegebenen 24 Listen bestätigt.

## Ausgangslage

### Vorherige Wahl 2016
Seit 1998 ist die SPD in Mecklenburg-Vorpommern stärkste Kraft und stellt den Ministerpräsidenten, zunächst in einer Rot-roten-Koalition und seit 2006 in einer Rot-schwarzen-Koalition, wobei Erwin Sellering 2008 die Nachfolge von Harald Ringstorff im Ministerpräsidentenamt antrat.
Bei der Landtagswahl im September 2016 wurde die SPD mit knapp über 30 Prozent vor AfD und CDU erneut stärkste Partei, musste aber wie auch CDU, Linke und Grüne Verluste hinnehmen. Die AfD wurde bei der ersten Teilnahme mit knapp über 20 Prozent auf Anhieb zweitstärkste Kraft; Grüne und FDP verpassten hingegen den Einzug ins Parlament.
Nach Sondierungen mit Linken und CDU bildete Erwin Sellering erneut eine Rot-schwarze Landesregierung. Am 1. November 2016 wurde er mit 41 von 71 Stimmen erneut zum Ministerpräsidenten gewählt und ernannte anschließend sein Kabinett.
Am 30. Mai 2017 trat Ministerpräsident Sellering aus gesundheitlichen Gründen zurück. Manuela Schwesig wurde daraufhin am 4. Juli 2017 zur ersten Ministerpräsidentin Mecklenburg-Vorpommerns gewählt. Sie übernahm alle Minister Sellerings in ihr Kabinett. Im Mai 2019 kam es jedoch zu einer Neustrukturierung des Kabinetts, nachdem der Finanzminister Mathias Brodkorb (SPD) aufgrund von Konflikten mit Manuela Schwesig zurücktrat und Bildungsministerin Birgit Hesse die Nachfolge der verstorbenen Landtagspräsidentin Sylvia Bretschneider antrat.

### Bisher im Landtag vertretene Parteien
| Fraktion | Fraktion                                    | Kurzbe- zeichnung | Sitze Nach der Wahl 2016 | Sitze Vor der Wahl 2021 |
| -------- | ------------------------------------------- | ----------------- | ------------------------ | ----------------------- |
|          | Sozialdemokratische Partei Deutschlands     | SPD               | 26                       | 26                      |
|          | Christlich Demokratische Union Deutschlands | CDU               | 16                       | 18                      |
|          | Alternative für Deutschland                 | AfD               | 18                       | 14                      |
|          | Die Linke                                   | LINKE             | 11                       | 11                      |
|          | Fraktionslose                               | Fraktionslose     | —                        | 02                      |

Im August 2017 trat ein Abgeordneter aus der AfD-Fraktion aus. Im September 2017 traten vier der Abgeordneten der AfD aus der Fraktion aus und bildeten die Fraktion Bürger für Mecklenburg-Vorpommern (BMV), später Freie Wähler/BMV. Die Fraktion löste sich zum 1. Oktober 2019 wieder auf, ein Abgeordneter kehrte zur AfD zurück, zwei wechselten zur CDU, eine blieb fraktionslos.

## Parteien und Bewerber

### Spitzenkandidaten
Die laut Umfragen sechs größten Parteien traten mit folgenden Spitzenkandidaten an:

Spitzenkandidaten
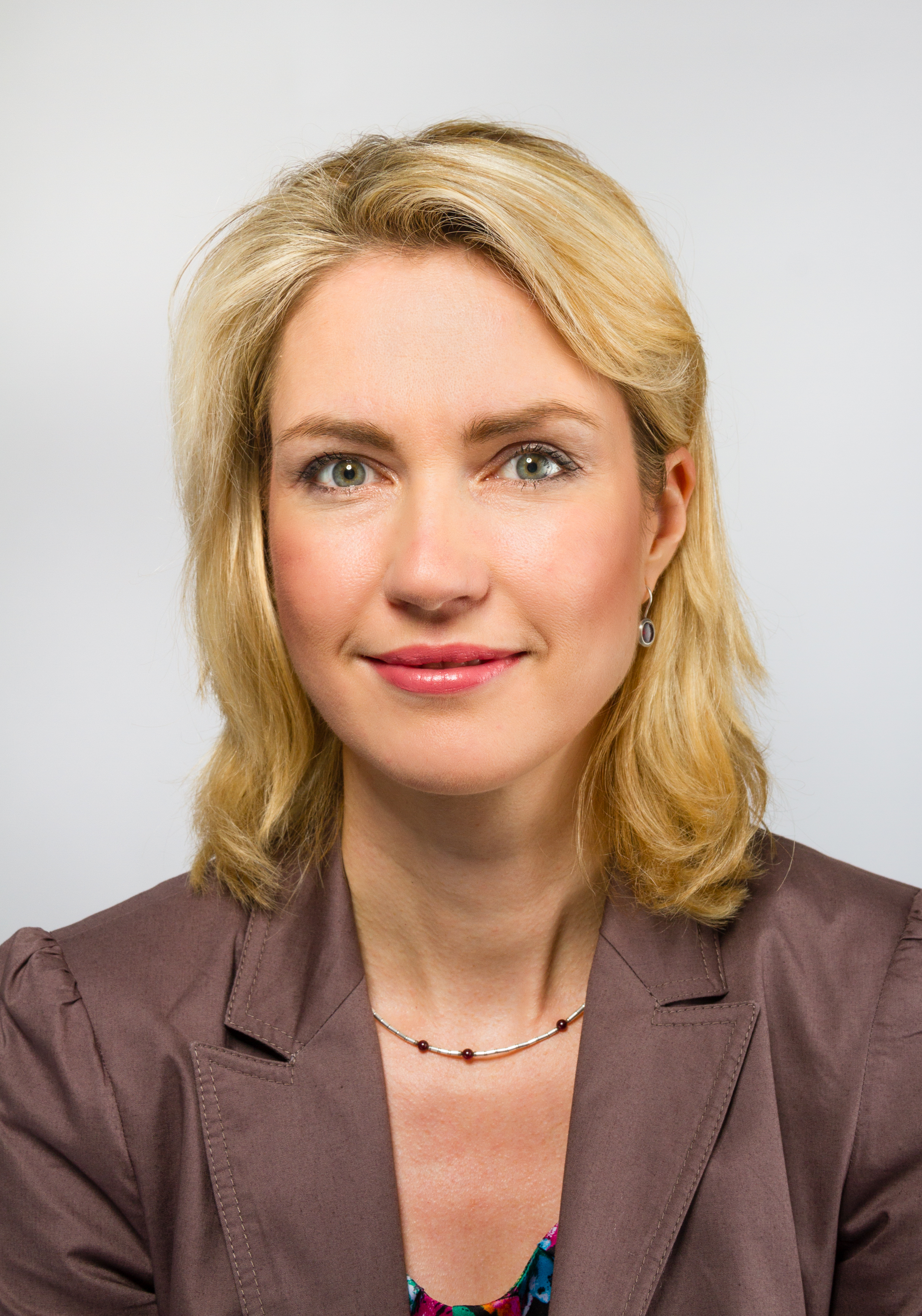
Manuela Schwesig (SPD)
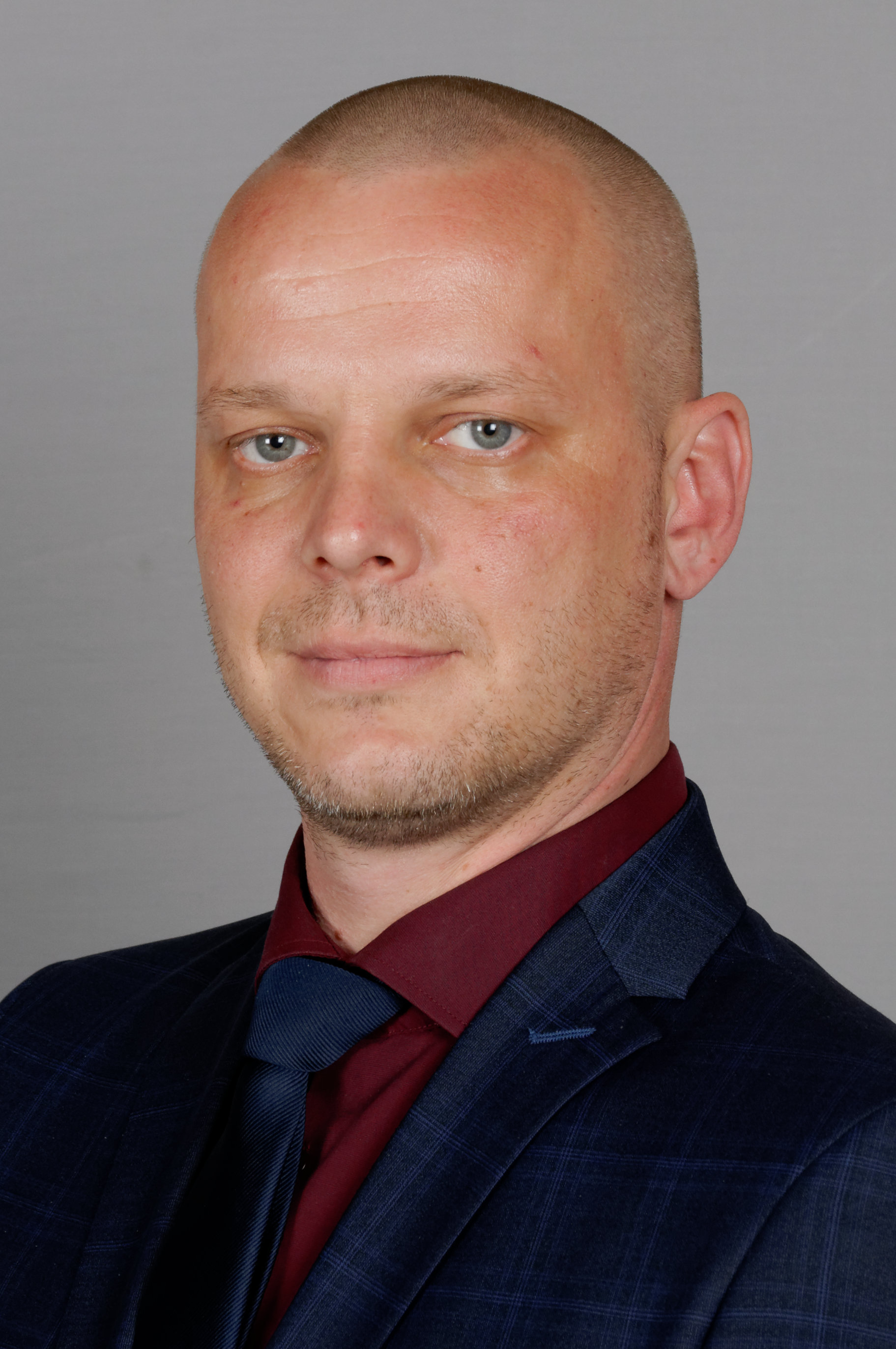
Nikolaus Kramer (AfD)
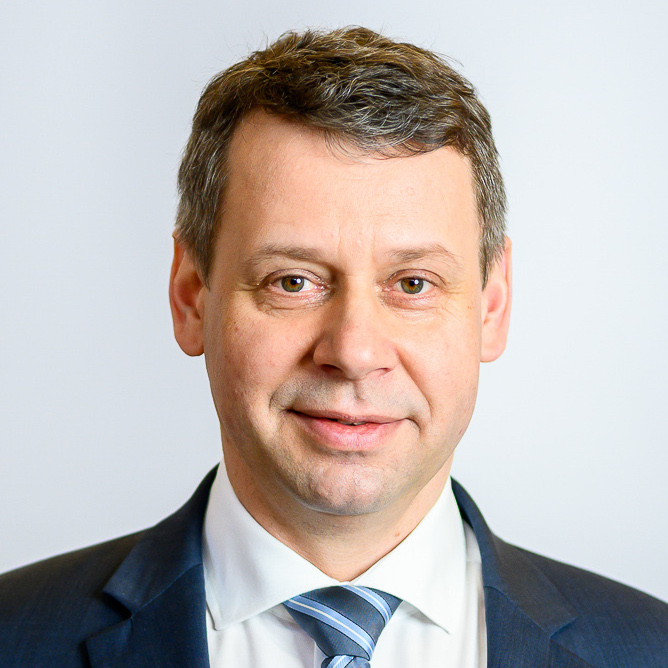
Michael Sack (CDU)
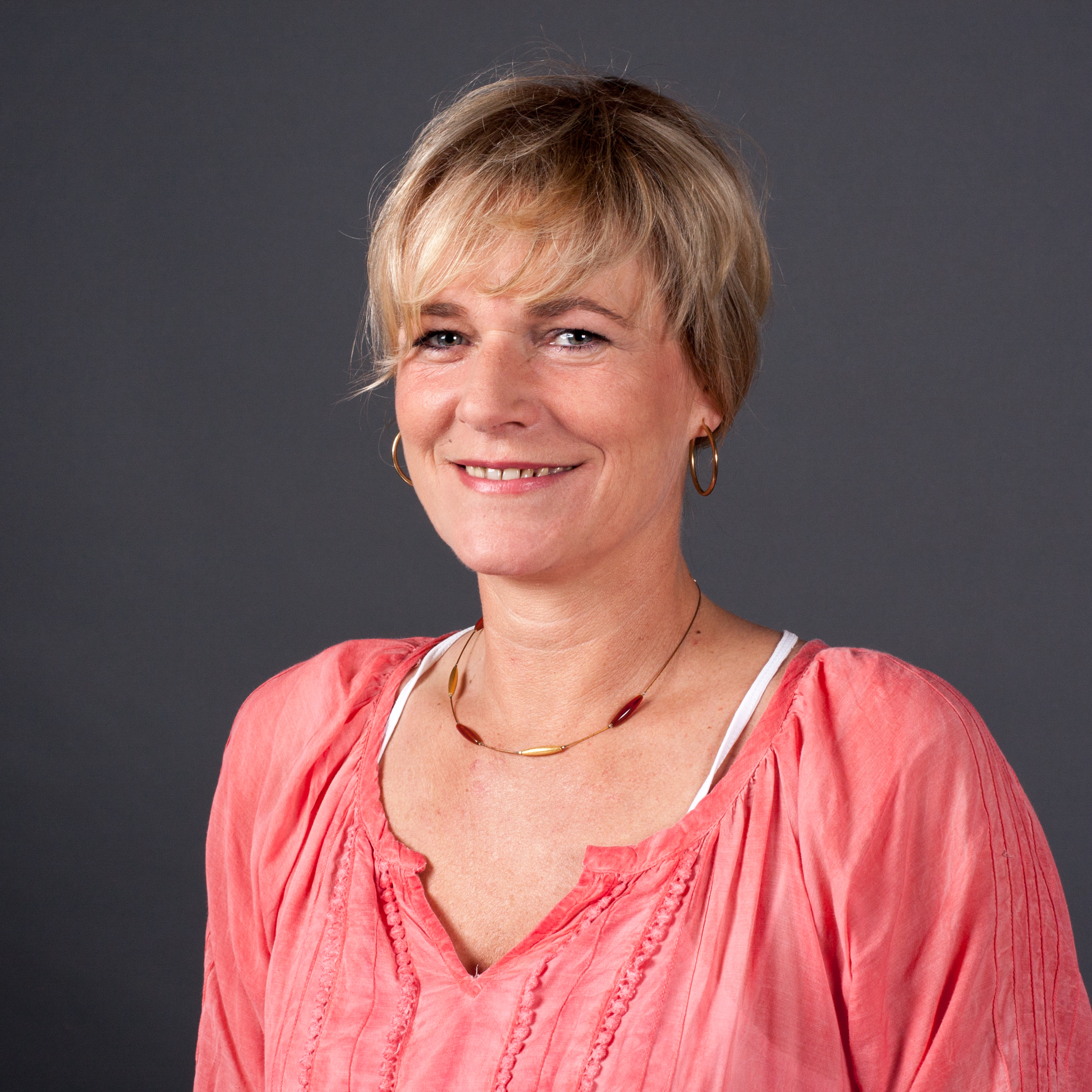
Simone Oldenburg (Linke)
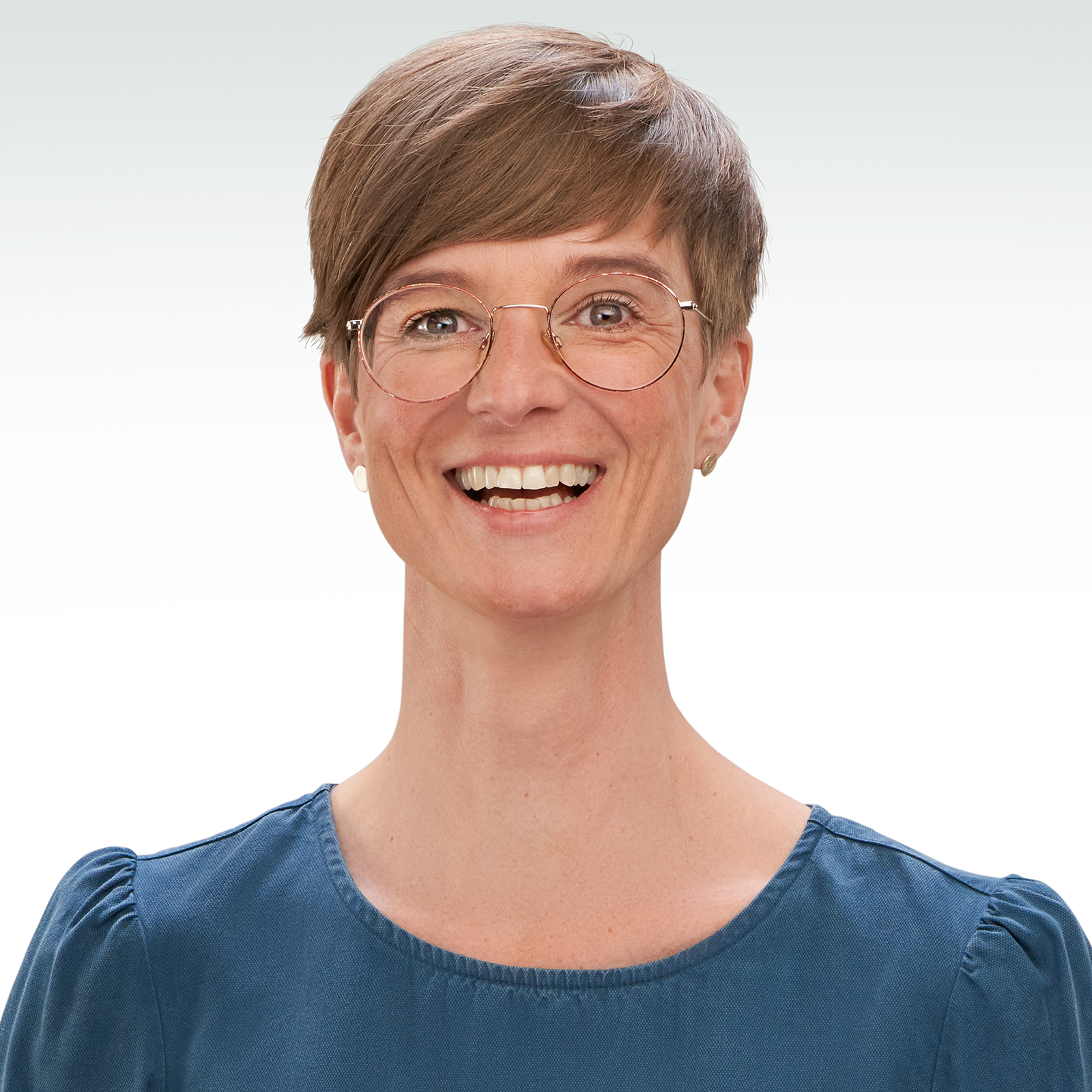
Anne Shepley (Grüne)
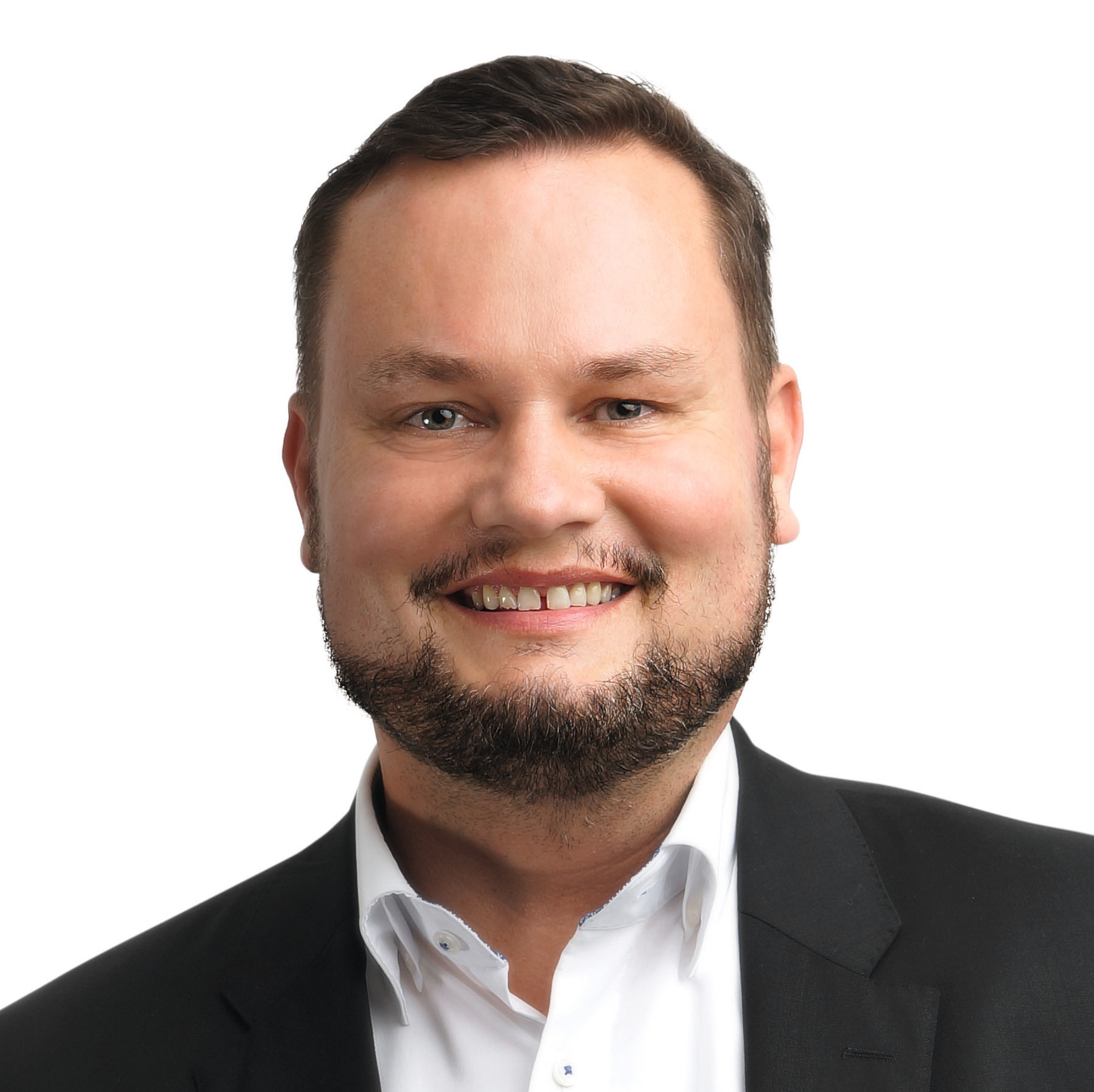
René Domke (FDP)

### Parteien
Neben den sechs im Landtag oder aus Mecklenburg-Vorpommern im Bundestag vertretenen Parteien hatten 19 weitere Vereinigungen ihre Beteiligung an der Wahl bei der Landeswahlbehörde angezeigt, von denen bei 18 die Parteieneigenschaft festgestellt wurde; die „Deutsche Gerechtigkeits Partei“ (DEGP) wurde nicht als Partei anerkannt. Alle 24 Parteien hatten fristgerecht bis zum 13. Juli 2021 Landeslisten eingereicht. Mit Ausnahme der im Landtag oder Bundestag vertretenen Parteien (SPD, AfD, CDU, Linke, Grüne, FDP) mussten die Parteien 30 Unterstützungsunterschriften nachweisen. Auf den 24 zugelassenen Landeslisten kandidieren 341 Bewerber.
| Partei | Partei                                                                                        | Kurzbezeichnung      | Anteil 2016 |
| ------ | --------------------------------------------------------------------------------------------- | -------------------- | ----------- |
|        | Sozialdemokratische Partei Deutschlands                                                       | SPD                  | 30,6        |
|        | Alternative für Deutschland                                                                   | AfD                  | 20,8        |
|        | Christlich Demokratische Union Deutschlands                                                   | CDU                  | 19,0        |
|        | Die Linke                                                                                     | DIE LINKE            | 13,2        |
|        | Bündnis 90/Die Grünen                                                                         | GRÜNE                | 4,8         |
|        | Freie Demokratische Partei                                                                    | FDP                  | 3,0         |
|        | Nationaldemokratische Partei Deutschlands                                                     | NPD                  | 3,0         |
|        | Partei Mensch Umwelt Tierschutz                                                               | Tierschutzpartei     | 1,2         |
|        | Freier Horizont                                                                               | FREiER HORIZONT      | 0,8         |
|        | Partei für Arbeit, Rechtsstaat, Tierschutz, Elitenförderung und basisdemokratische Initiative | Die PARTEI           | 0,6         |
|        | Freie Wähler Mecklenburg-Vorpommern                                                           | FREIE WÄHLER         | 0,6         |
|        | Piratenpartei Deutschland                                                                     | PIRATEN              | 0,5         |
|        | Liberal-Konservative Reformer                                                                 | LKR                  | 0,3         |
|        | Deutsche Kommunistische Partei                                                                | DKP                  | 0,2         |
|        | Bündnis C – Christen für Deutschland                                                          | Bündnis C            | 0,1         |
|        | Aktion Partei für Tierschutz – Tierschutz hier!                                               | TIERSCHUTZ hier!     | –           |
|        | Basisdemokratische Partei Deutschland                                                         | dieBasis             | –           |
|        | Demokratie in Bewegung                                                                        | DiB                  | –           |
|        | Freiparlamentarische Allianz                                                                  | FPA                  | –           |
|        | Ökologisch-Demokratische Partei                                                               | ÖDP                  | –           |
|        | Partei der Humanisten                                                                         | Die Humanisten       | –           |
|        | Partei für Gesundheitsforschung                                                               | Gesundheitsforschung | –           |
|        | Team Todenhöfer – Die Gerechtigkeitspartei                                                    | Team Todenhöfer      | –           |
|        | Unabhängige für bürgernahe Demokratie                                                         | UNABHÄNGIGE          | –           |

#### Verlauf

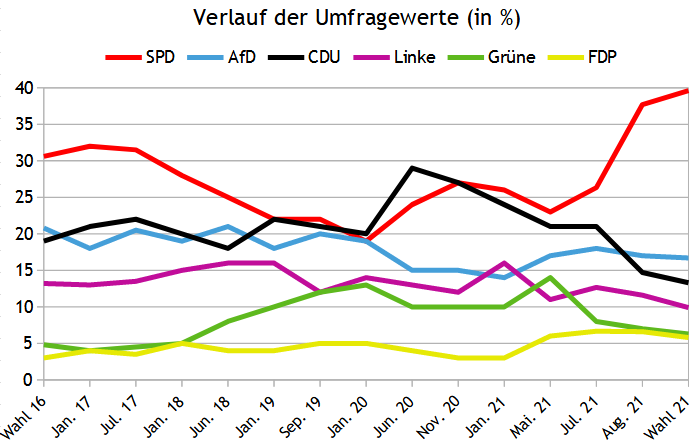
Umfragewerte auf monatliche Umfrageergebnisse gemittelt, von der Wahl 2016 bis zur Wahl 2021

## Umfragen

### Sonntagsfrage

#### Umfragen vor der Wahl
| Institut                | Datum      | SPD    | AfD    | CDU    | Linke  | Grüne | FDP   | FW    | Sonst. |
| ----------------------- | ---------- | ------ | ------ | ------ | ------ | ----- | ----- | ----- | ------ |
| Landtagswahl 2021       | 26.09.2021 | 39,6 % | 16,7 % | 13,3 % | 9,9 %  | 6,3 % | 5,8 % | 1,1 % | 7,3 %  |
| INSA                    | 24.09.2021 | 40 %   | 17 %   | 13 %   | 11 %   | 7 %   | 5 %   | —     | 7 %    |
| Forschungsgruppe Wahlen | 23.09.2021 | 39 %   | 16 %   | 14 %   | 11 %   | 7 %   | 5,5 % | —     | 7,5 %  |
| INSA                    | 17.09.2021 | 40 %   | 18 %   | 12 %   | 11 %   | 7 %   | 6 %   | —     | 7 %    |
| Forschungsgruppe Wahlen | 17.09.2021 | 38 %   | 17 %   | 15 %   | 11 %   | 6 %   | 6 %   | —     | 7 %    |
| Infratest dimap         | 17.09.2021 | 40 %   | 15 %   | 15 %   | 10 %   | 6 %   | 5 %   | —     | 9 %    |
| Infratest dimap         | 09.09.2021 | 39 %   | 17 %   | 14 %   | 10 %   | 6 %   | 7 %   | —     | 7 %    |
| Infratest dimap         | 26.08.2021 | 36 %   | 17 %   | 15 %   | 11 %   | 6 %   | 8 %   | —     | 7 %    |
| INSA                    | 15.08.2021 | 28 %   | 17 %   | 18 %   | 14 %   | 8 %   | 7 %   | —     | 8 %    |
| INSA                    | 25.07.2021 | 26 %   | 19 %   | 20 %   | 13 %   | 9 %   | 7 %   | —     | 6 %    |
| Infratest dimap         | 15.07.2021 | 27 %   | 16 %   | 23 %   | 12 %   | 7 %   | 7 %   | —     | 8 %    |
| INSA                    | 01.07.2021 | 26 %   | 19 %   | 20 %   | 13 %   | 8 %   | 6 %   | 3 %   | 5 %    |
| Infratest dimap         | 20.05.2021 | 23 %   | 17 %   | 21 %   | 11 %   | 14 %  | 6 %   | —     | 8 %    |
| Landtagswahl 2016       | 04.09.2016 | 30,6 % | 20,8 % | 19,0 % | 13,2 % | 4,8 % | 3,0 % | 0,6 % | 8,0 %  |

#### Ältere Umfragen
| \| Institut \| Datum \| SPD \| AfD \| CDU \| Linke \| Grüne \| FDP \| Sonst. \| \| ------------------ \| ---------- \| ------ \| ------ \| ------ \| ------ \| ----- \| ----- \| ------ \| \| Forsa[9] \| 21.01.2021 \| 26 % \| 14 % \| 24 % \| 16 % \| 10 % \| 3 % \| 7 % \| \| Infratest dimap[9] \| 25.11.2020 \| 27 % \| 15 % \| 27 % \| 12 % \| 10 % \| 3 % \| 6 % \| \| Infratest dimap[9] \| 09.06.2020 \| 24 % \| 15 % \| 29 % \| 13 % \| 10 % \| 4 % \| 5 % \| \| Forsa[9] \| 16.01.2020 \| 19 % \| 19 % \| 20 % \| 14 % \| 13 % \| 5 % \| 10 % \| \| Forsa[9] \| 27.09.2019 \| 22 % \| 20 % \| 21 % \| 12 % \| 12 % \| 5 % \| 8 % \| \| Forsa[9] \| 17.01.2019 \| 22 % \| 18 % \| 22 % \| 16 % \| 10 % \| 4 % \| 8 % \| \| Forsa[9] \| 30.06.2018 \| 25 % \| 22 % \| 18 % \| 16 % \| 8 % \| 4 % \| 7 % \| \| Forsa[10][9] \| 19.01.2018 \| 28 % \| 19 % \| 20 % \| 15 % \| 5 % \| 5 % \| 8 % \| \| INSA[9] \| 23.07.2017 \| 31,5 % \| 20,5 % \| 22 % \| 13,5 % \| 4,5 % \| 3,5 % \| 4,5 % \| \| Forsa[9] \| 19.01.2017 \| 32 % \| 18 % \| 21 % \| 13 % \| 4 % \| 4 % \| 8 % \| \| Landtagswahl 2016 \| 04.09.2016 \| 30,6 % \| 20,8 % \| 19,0 % \| 13,2 % \| 4,8 % \| 3,0 % \| 8,6 % \| |            |        |        |        |        |       |       |        |
| Institut | Datum      | SPD    | AfD    | CDU    | Linke  | Grüne | FDP   | Sonst. |
| Forsa | 21.01.2021 | 26 %   | 14 %   | 24 %   | 16 %   | 10 %  | 3 %   | 7 %    |
| Infratest dimap | 25.11.2020 | 27 %   | 15 %   | 27 %   | 12 %   | 10 %  | 3 %   | 6 %    |
| Infratest dimap | 09.06.2020 | 24 %   | 15 %   | 29 %   | 13 %   | 10 %  | 4 %   | 5 %    |
| Forsa | 16.01.2020 | 19 %   | 19 %   | 20 %   | 14 %   | 13 %  | 5 %   | 10 %   |
| Forsa | 27.09.2019 | 22 %   | 20 %   | 21 %   | 12 %   | 12 %  | 5 %   | 8 %    |
| Forsa | 17.01.2019 | 22 %   | 18 %   | 22 %   | 16 %   | 10 %  | 4 %   | 8 %    |
| Forsa | 30.06.2018 | 25 %   | 22 %   | 18 %   | 16 %   | 8 %   | 4 %   | 7 %    |
| Forsa | 19.01.2018 | 28 %   | 19 %   | 20 %   | 15 %   | 5 %   | 5 %   | 8 %    |
| INSA | 23.07.2017 | 31,5 % | 20,5 % | 22 %   | 13,5 % | 4,5 % | 3,5 % | 4,5 %  |
| Forsa | 19.01.2017 | 32 %   | 18 %   | 21 %   | 13 %   | 4 %   | 4 %   | 8 %    |
| Landtagswahl 2016 | 04.09.2016 | 30,6 % | 20,8 % | 19,0 % | 13,2 % | 4,8 % | 3,0 % | 8,6 %  |

#### Direktwahl Ministerpräsident
| Institut                | Datum      | Manuela Schwesig (SPD) | Michael Sack (CDU) | Nikolaus Kramer (AfD) | keiner der Abgefragten |
| ----------------------- | ---------- | ---------------------- | ------------------ | --------------------- | ---------------------- |
| Forschungsgruppe Wahlen | 26.09.2021 | 68 %                   | 11 %               | 4 %                   | 17 %                   |
| Infratest dimap         | 26.09.2021 | 67 %                   | 11 %               | 5 %                   | 17 %                   |
| Forschungsgruppe Wahlen | 23.09.2021 | 67 %                   | 12 %               | 4 %                   | 17 %                   |
| Forschungsgruppe Wahlen | 17.09.2021 | 68 %                   | 11 %               | 4 %                   | 17 %                   |
| Infratest dimap         | 09.09.2021 | 65 %                   | 11 %               | 4 %                   | 20 %                   |
| Infratest dimap         | 26.08.2021 | 65 %                   | 10 %               | 5 %                   | 20 %                   |

## Ergebnisse

Wahlkreisgewinner in den 36 Wahlkreisen

Die SPD konnte parallel zur Bundestagswahl auch die Landtagswahl deutlich für sich entscheiden. Mit fast 40 Prozent der Zweitstimmen war dies für die Sozialdemokraten das beste Abschneiden seit der Landtagswahl 2002. Zudem konnte die SPD 34 der 36 Direktmandate gewinnen und lag in allen Wahlkreisen nach Zweitstimmen vorne. Beides stellt einen Rekord für eine Partei in Mecklenburg-Vorpommern dar. Die AfD verlor bei der Wahl vier Prozentpunkte im Vergleich zu 2016. Die CDU, die seit 2006 Juniorpartner in der Regierung ist, konnte den Abwärtstrend der vorherigen Wahlen nicht stoppen und brach auf nur noch rund 13 Prozentpunkte zusammen. Ähnlich erging es der Linkspartei, die knapp unter zehn Prozent rutschte. Bei den weiteren Parteien konnten die Grünen und FDP Gewinne verzeichnen und überwunden nun die Fünf-Prozent-Hürde. Damit schafften sechs Parteien den Einzug in den Landtag.
Aufgrund des starken Abschneidens bei den Direktmandaten erzielte die SPD drei Überhangmandate. Diese wurden durch zwei zusätzliche Mandate für die CDU und je einen weiteren Sitz für AfD, Linke und FDP ausgeglichen. Im achten Landtag sitzen damit insgesamt 79 Abgeordnete.
Bedingt durch die zusätzlichen Überhang- und Ausgleichsmandate ergab es sich zudem, dass SPD und Grüne trotz einer absoluten Zweitstimmenmehrheit der im Landtag vertretenen Parteien von 419.323 zu 418.202 Stimmen keine absolute Mehrheit der Mandate (39 zu 40) erringen konnten und somit eine rot-grüne (Mehrheits-)Regierung nicht möglich war.
Die Wahlbeteiligung stieg auf 70,8 Prozent und damit den höchsten Wert seit der Landtagswahl 1998. 34,4 Prozent der Stimmen wurden mittels Briefwahl abgegeben.

### Übersicht
| Listen                                            | Listen               | Erststimmen | Erststimmen | Erststimmen | Erststimmen | Zweitstimmen | Zweitstimmen | Zweitstimmen | Zweitstimmen | Mandate | Mandate |
| Listen                                            | Listen               | Stimmen     | %           | +/-         | Mandate     | Stimmen      | %            | +/-          | Mandate      | Anzahl  | +/-     |
| ------------------------------------------------- | -------------------- | ----------- | ----------- | ----------- | ----------- | ------------ | ------------ | ------------ | ------------ | ------- | ------- |
|                                                   | SPD                  | 313.224     | 34,4        | +4,3        | 34          | 361.769      | 39,6         | +9,0         | –            | 34      | +8      |
|                                                   | AfD                  | 163.962     | 18,0        | –4,2        | 1           | 152.775      | 16,7         | –4,1         | 13           | 14      | –4      |
|                                                   | CDU                  | 175.363     | 19,3        | –2,9        | 1           | 121.583      | 13,3         | –5,7         | 11           | 12      | –4      |
|                                                   | LINKE                | 106.189     | 11,7        | –3,4        | –           | 90.881       | 9,9          | –3,2         | 9            | 9       | –2      |
|                                                   | GRÜNE                | 59.544      | 6,5         | +1,6        | –           | 57.554       | 6,3          | +1,5         | 5            | 5       | +5      |
|                                                   | FDP                  | 56.951      | 6,3         | +2,8        | –           | 52.963       | 5,8          | +2,8         | 5            | 5       | +5      |
|                                                   | dieBasis             | 16.319      | 1,8         | N/A         | –           | 15.221       | 1,7          | N/A          | –            | –       | –       |
|                                                   | Tierschutzpartei     | 6.902       | 0,8         | +0,7        | –           | 15.212       | 1,7          | +0,5         | –            | –       | –       |
|                                                   | Freie Wähler         | 18.324      | 2,0         | +0,9        | –           | 10.075       | 1,1          | +0,5         | –            | –       | –       |
|                                                   | NPD                  | –           | –           | N/A         | –           | 7.063        | 0,8          | –2,2         | –            | –       | –       |
|                                                   | Die PARTEI           | 1.826       | 0,2         | –0,1        | –           | 7.023        | 0,8          | +0,1         | –            | –       | –       |
|                                                   | Tierschutz hier!     | –           | –           | N/A         | –           | 3.883        | 0,4          | N/A          | –            | –       | –       |
|                                                   | Piraten              | 1.774       | 0,2         | +0,1        | –           | 3.706        | 0,4          | –0,1         | –            | –       | –       |
|                                                   | Freier Horizont      | 2.491       | 0,3         | –0,4        | –           | 3.348        | 0,4          | –0,4         | –            | –       | –       |
|                                                   | Unabhängige          | 558         | 0,1         | N/A         | –           | 2.331        | 0,3          | N/A          | –            | –       | –       |
|                                                   | Gesundheitsforschung | –           | –           | N/A         | –           | 2.030        | 0,2          | N/A          | –            | –       | –       |
|                                                   | Team Todenhöfer      | –           | –           | N/A         | –           | 1.631        | 0,2          | N/A          | –            | –       | –       |
|                                                   | Die Humanisten       | –           | –           | N/A         | –           | 1.105        | 0,1          | N/A          | –            | –       | –       |
|                                                   | ÖDP                  | –           | –           | N/A         | –           | 936          | 0,1          | N/A          | –            | –       | –       |
|                                                   | Bündnis C            | 186         | 0,0         | ±0,0        | –           | 827          | 0,1          | ±0,0         | –            | –       | –       |
|                                                   | DKP                  | –           | –           | 0           | –           | 727          | 0,1          | ±0,0         | –            | –       | –       |
|                                                   | DiB                  | –           | –           | N/A         | –           | 563          | 0,1          | N/A          | –            | –       | –       |
|                                                   | FPA                  | 708         | 0,1         | N/A         | –           | 436          | 0,0          | N/A          | –            | –       | –       |
|                                                   | LKR                  | –           | –           | N/A         | –           | 221          | 0,0          | N/A          | –            | –       | –       |
|                                                   | Einzelbewerber       | 3.808       | 0,4         | –0,3        | –           | –            | –            | –            | –            | –       | –       |
| Gesamt                                            | Gesamt               | 910.169     | 100         |             | 36          | 913.863      | 100          |              | 43           | 79      | +8      |
|                                                   |                      |             |             |             |             |              |              |              |              |         |         |
| Ungültige Stimmen                                 | Ungültige Stimmen    | 18.638      | 2,0         | –0,2        |             | 14.944       | 1,6          | –0,2         |              |         |         |
| Wähler                                            | Wähler               | 928.807     | 70,8        | +8,9        |             | 928.807      | 70,8         | +8,9         |              |         |         |
| Wahlberechtigte                                   | Wahlberechtigte      | 1.312.471   |             |             |             | 1.312.471    |              |              |              |         |         |
|                                                   |                      |             |             |             |             |              |              |              |              |         |         |
| Quelle: Statistisches Amt, Mecklenburg-Vorpommern |                      |             |             |             |             |              |              |              |              |         |         |

### Zweitstimmenanteil der Parteien nach Wahlkreisen
Die folgenden Karten zeigen, mit welchem Ergebnis die Parteien mit mindestens drei Prozent Stimmenanteil in den einzelnen Wahlkreisen abgeschnitten haben.

Sozialdemokratische Partei Deutschlands Höchstes: 48,1 % (Ludwigslust-Parchim I) Niedrigstes: 33,5 % (Greifswald)
Alternative für Deutschland Höchstes: 24,0 % (Mecklenburgische Seenplatte I - Vorpommern-Greifswald I) Niedrigstes: 7,4 % (Hansestadt Rostock III)
Christlich Demokratische Union Höchstes: 21,1 % (Mecklenburgische Seenplatte I - Vorpommern-Greifswald I) Niedrigstes: 7,8 % (Hansestadt Rostock II)
Die Linke Höchstes: 14,7 % (Hansestadt Rostock III) Niedrigstes: 7,3 % (Vorpommern-Greifswald II)
Bündnis 90/Die Grünen Höchstes: 18,0 % (Hansestadt Rostock III) Niedrigstes: 2,1 % (Vorpommern-Greifswald IV)
Freie Demokratische Partei Höchstes: 7,5 % (Hansestadt Rostock IV) Niedrigstes: 4,0 % (Vorpommern-Greifswald V)

## Regierungsbildung
| Mögliche Koalition               | Sitze |
| -------------------------------- | ----- |
| Sitze gesamt                     | 79    |
| Absolute Mehrheit (ab 40 Sitzen) |       |
| SPD, CDU                         | 46    |
| SPD, Grüne, FDP                  | 44    |
| SPD, Linke                       | 43    |

Im neuen Landtag hatte die SPD weiter Mehrheiten mit der CDU und der Linken. Hinzu kam durch den Einzug von Grünen und FDP auch die Option einer Ampel-Koalition, wie sie parallel auf Bundesebene gebildet wurde. Wenige Tage nach der Wahl hat SPD-Spitzenkandidatin Manuela Schwesig angekündigt, sowohl mit der CDU, den Linken als auch Grünen und FDP Sondierungsgespräche führen zu wollen. Nach diesen Gesprächen sprach sich Schwesig am 13. Oktober für eine mögliche Koalition mit der Linkspartei aus; nach acht Gesprächsrunden wurden die Koalitionsgespräche am 5. November erfolgreich abgeschlossen. Am 15. November 2021 wurde das Kabinett Schwesig II im Landtag vereidigt.